# Acacia brevispica
Acacia brevispica é uma espécie de leguminosa do gênero Acacia, pertencente à família Fabaceae.
Ela serve como uma das principais fontes de alimentação de camelos.